# 巴罗特-卡米
巴罗特-卡米（法語：Barraute-Camu，法語發音：[baʁot kamy]）是法国大西洋比利牛斯省的一个市镇，属于奥洛龙-圣玛丽区。该市镇于1841年由原市镇巴罗特（Barraute）和卡米（Camu）合并而成。

## 地理
巴罗特-卡米（43°23'15"N, 0°53'46"W）面积3.94 平方千米，位于法国新阿基坦大区大西洋比利牛斯省，该省份为法国东南部省份，涵盖了贝阿恩与北巴斯克，西临大西洋比斯開灣，北至朗德省，东北接热尔省，东临上比利牛斯省，南与西班牙接壤。
与巴罗特-卡米接壤的市镇（或旧市镇、城区）包括：昂德兰、拉斯、蒙福尔、圣格拉迪-阿里沃-米南、索沃泰尔德贝阿恩。

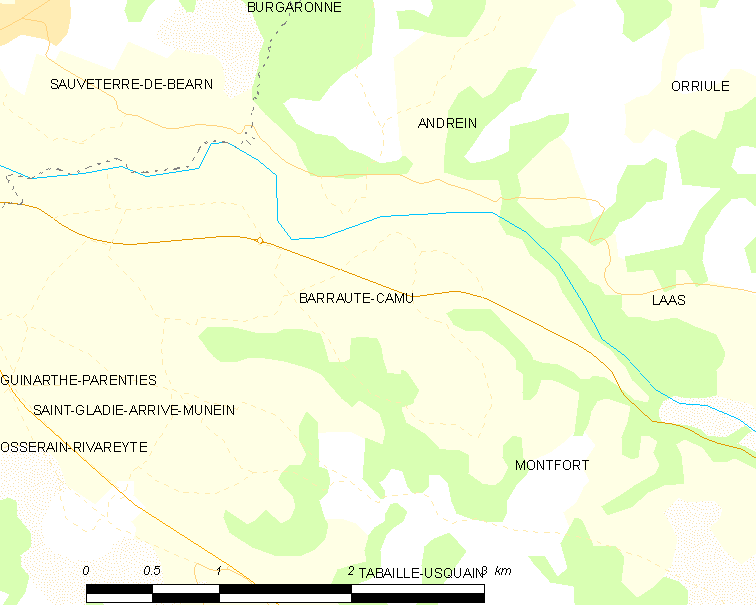
巴罗特-卡米的OSM定位图

巴罗特-卡米的时区为UTC+01:00、UTC+02:00（夏令时）。

## 行政
巴罗特-卡米的邮政编码为64390，INSEE市镇编码为64096。

## 政治
巴罗特-卡米所属的省级选区为奥尔泰兹-激流与盐之地县。

## 人口

1962-2008年间巴罗特-卡米人口变化图示

巴罗特-卡米于2022年1月1日时的人口数量为187人。